# Casimir (Sayn-Wittgenstein-Berleburg)

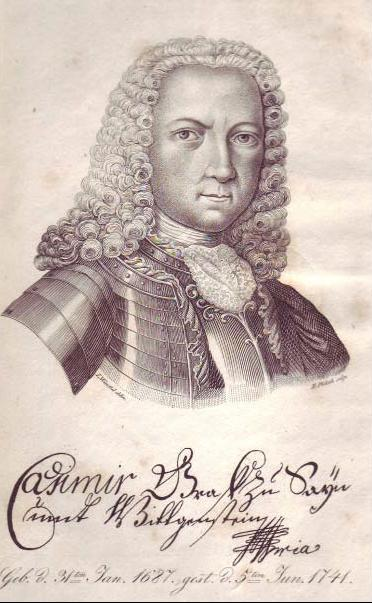
Casimir von Sayn-Wittgenstein-Berleburg

Casimir zu Sayn-Wittgenstein-Berleburg (* 31. Januar 1687 in Berleburg; † 5. Juni 1741 ebenda) war regierender Graf von Wittgenstein-Berleburg. Er war ein bedeutender Bauherr und ließ Schloss Berleburg barock ausbauen. Außerdem gründete er mehrere Höhendörfer im Gebiet der heutigen Stadt Winterberg. Er war pietistisch geprägt und war ein großer Förderer des Übersetzungsprojekts der Berleburger Bibel. Er war tolerant und bot verfolgten religiösen Personen Zuflucht. Infolgedessen wurde die Grafschaft zu einem Zentrum der Radikalpietisten und kirchlichen Separatisten. Er selbst blieb aber der Reformierten Kirche treu.

## Familie
Er stammte aus der Linie Berleburg des Hauses Sayn-Wittgenstein. Sein Vater war Ludwig Franz zu Sayn-Wittgenstein-Berleburg (1660–1694). Die Mutter war Hedwig Sophie zur Lippe-Brake (1669–1738), eine Tochter des Grafen Casimir zu Lippe-Brake.
Er selbst heiratete am 18. Februar 1711 in erster Ehe Marie Charlotte zu Ysenburg und Büdingen (1687–1716). Mit dieser hatte er drei Kinder, darunter auch sein Nachfolger Ludwig Ferdinand zu Sayn-Wittgenstein-Berleburg. In zweiter Ehe heiratete er am 26. Mai 1717 die Gräfin Esther Maria Polyxena von Wurmbrand-Stuppach, Tochter des Hofratspräsidenten Johann Wilhelm von Wurmbrand-Stuppach. Mit dieser hatte er fünf Kinder, von denen aber nur zwei das Erwachsenenalter erreichten.

## Frühe Jahre
Sein Vater war bereits 1694 gestorben, sodass zunächst seine Mutter im Namen von Casimir die Regentschaft innehatte. Ihr Bruder Rudolf zur Lippe-Brake war als Vormund für Casimir verantwortlich. Die Mutter war stark pietistisch geprägt und hatte 1700 eine Philadelphische Genossenschaft gebildet. Berleburg wurde zu einem Zufluchtsort von radikalen Pietisten. Ihr Einfluss wuchs so stark, dass sie die evangelische Gemeinde beherrschten. Die Neuerungen – so fanden keine Taufen mehr statt – führten zu Unmut, sodass der zweite Pate Casimirs, Graf Rudolf zur Lippe-Brake, im April 1700 mit Gewalt dem Treiben der Radikalen ein Ende machte.
Die Mutter sorgte für eine sorgfältige Ausbildung. Casimir besuchte schon in jungen Jahren die Universitäten Marburg und Gießen, ehe die Mutter ihn 1705 an die Universität Halle schickte, damit er nicht nur Rechts- und Staatswissenschaften, unter anderem bei Samuel Stryk, studieren, sondern auch ihren Ansichten nahestehende Theologen wie August Hermann Francke hören sollte. Anfangs beschäftigte sich Casimir allerdings lieber mit Vergnügungen, ehe ein neuer frommer Hofmeister für ihn eingesetzt wurde. Danach unternahm er eine Kavalierstour nach England und den Niederlanden. In England beeindruckte ihn der Glaube der Philadelphier mit seiner Toleranz und der Betonung der Nächstenliebe stark, sodass er diesem religiösen Vorbild nun folgte. Er reiste auch noch in die Schweiz und nach Frankreich. Wie er selbst war seine erste Frau Marie Charlotte zu Ysenburg und Büdingen Pietistin. Stark geprägt war er selbst von Mystikern wie Johannes Tauler, Jeanne-Marie Bouvier de La Motte Guyon und den Pietisten seiner Zeit. Die Schriften der Frau von Guyon übersetzte er selbst.

## Regentschaft
Casimir übernahm 1712 die Regentschaft. Seine Mutter zog sich auf ein Landgut zurück.

### Religionspolitik

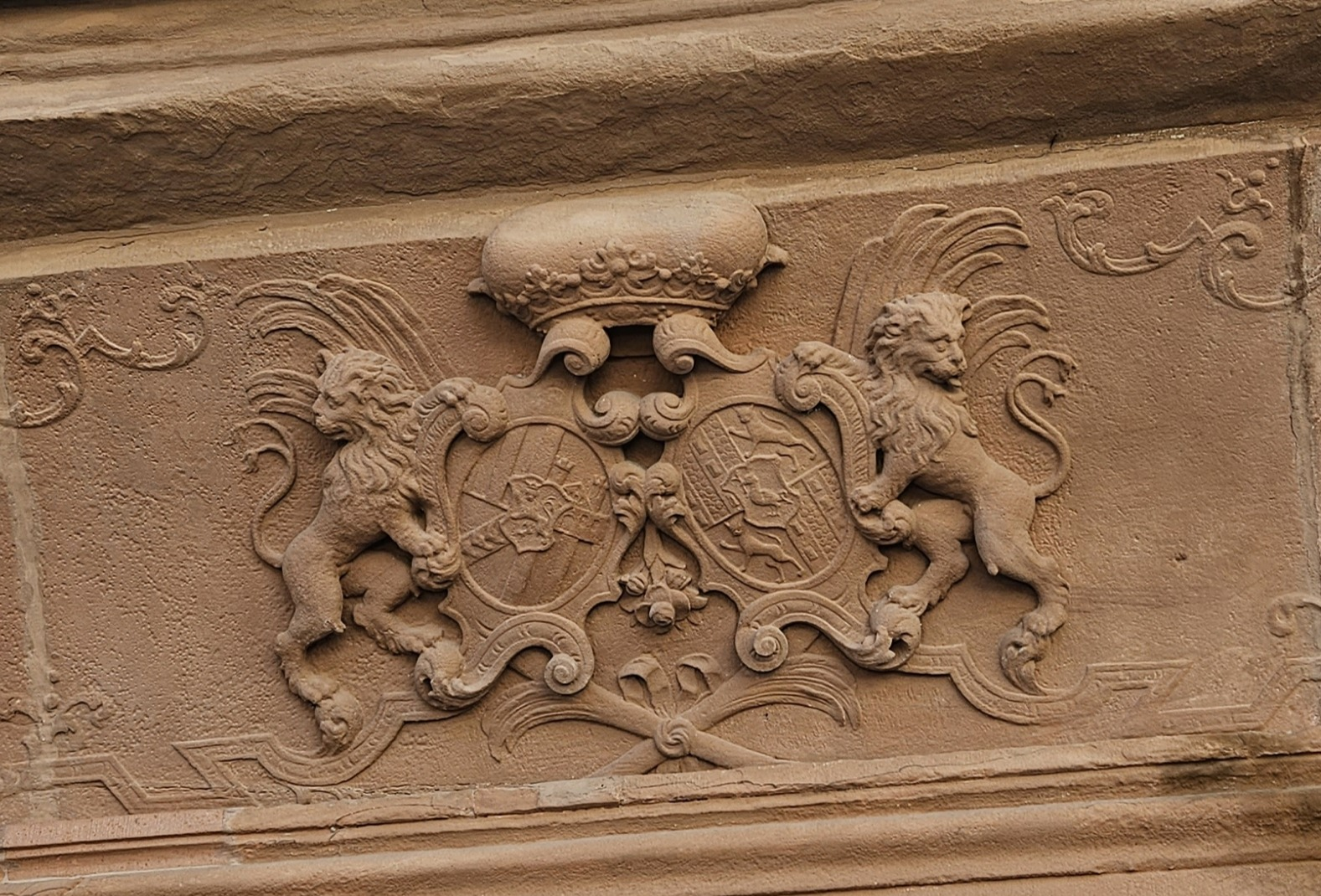
Allianzwappen Sayn-Wittgenstein und Wurmbrand-Stuppach am Balkon des Schlosses Berleburg.

Die Grafschaft wurde, angelockt von Casimirs Politik der Religionsfreiheit, erneut Zufluchtsort von religiös Verfolgten aus Deutschland und dem benachbarten Ausland. Es wurden Bibelstunden und Versammlungen abgehalten. Zur Verbreitung der pietistischen Ideen gründete er 1714 eine Druckerei, die zunächst noch mit einem Waisenhaus verbunden war. Der Betrieb nahm einen solchen Umfang an, dass er 1717 sogar eine Papiermühle errichten ließ. Die Druckerei wurde von der aus Straßburg geflohenen Druckerfamilie Haug, die 1720 nach Berleburg gekommen war, zu einer Blüte geführt.
Seine zweite Frau stammte aus einer lutherischen Familie und brachte ein erhebliches Vermögen mit in die Ehe. Casimir führte ab 1724 ein Tagebuch, in dem er insbesondere über seine Sünden Rechenschaft ablegte. Er förderte die zwischen 1724 und 1742 erarbeitete Berleburger Bibelübersetzung und -kommentierung (Berleburger Bibel). Treibende Kraft war insbesondere der Pfarrer Ludwig Christof Schefer. Die Übersetzung zeichnete sich dadurch aus, dass sie sich möglichst wortgetreu an den Urtexten orientierte. An der Kommentierung wirkte Casimir auch insofern persönlich mit, als seine Übersetzungen der Texte der Frau von Guyon darin einflossen. Die nötigen Mitarbeiter, unter anderen Johann Christian Edelmann und wissenschaftlichen Experten für das Projekt wie Johann Conrad Dippel, holte er an seinen Hof. Herausgegeben in acht Bänden wurde das Werk von Johann Heinrich Haug. Casimir sorgte für die Anschubfinanzierung. Ihm gelang es auch, eine mögliche Zensur des Werkes auf Reichsebene zu verhindern. Im Jahr 1730 kam Nikolaus Ludwig Graf von Zinzendorf nach Berleburg und gründete dort eine philadelphische Versammlung in Form der Herrnhutischen Bewegung. Diese Gruppe konnte sich allerdings nur kurz behaupten.
Obwohl Berleburg immer mehr zum Sammelpunkt separatistischer und radikalpietistischer Gruppen wurde, gehörte Casimir selbst nicht dazu, sondern blieb der reformierten Kirche verbunden. Aber ohne seine Toleranz hätte sein Gebiet keine Zuflucht für radikale Pietisten werden können.

### Weltliche Herrschaft

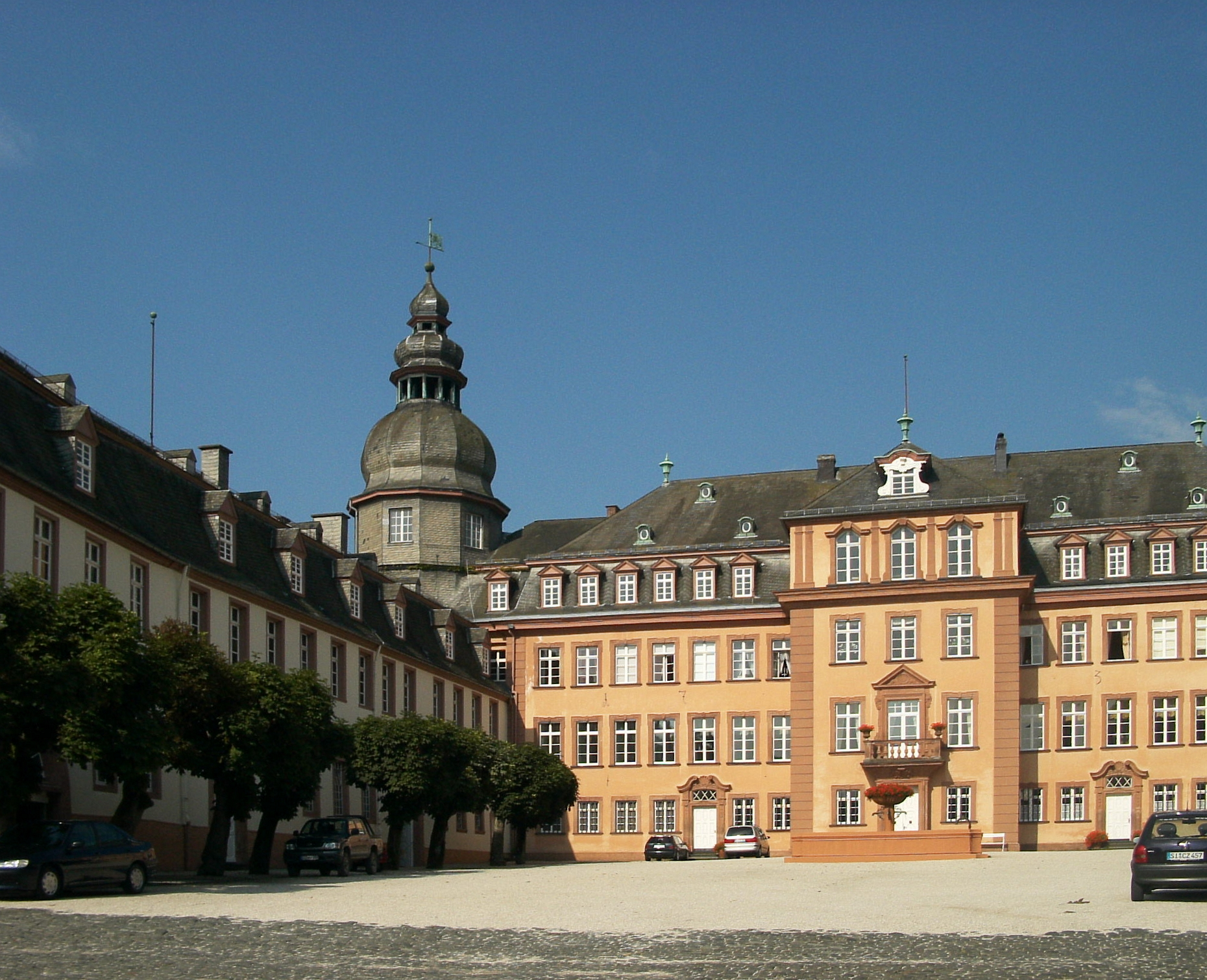
Schloss Berleburg

Casimir nahm seine Regentenpflichten ernst, sorgte sich auch um kleine Probleme in seiner Grafschaft und bemühte sich um Kontakt zu den Einwohnern. Angesichts seiner christlichen Gesinnung ist nicht verwunderlich, dass er 1723 Sittengesetze gegen das Spielen und Saufen erließ. Offenbar wirkten diese aber nicht recht, so dass er das Gesetz gegen das Saufen 1729 noch einmal verschärfte. Im Jahr 1731 erließ er ein „Mandat in Ehe- und Polizei-Sachen, um die Untertanen vor allerhand Mißbräuchen und Sünden landesväterlich zu bewahren“. Die Hungersnot von 1740 versuchte er mit Blick auf diejenigen, die noch genug hatten, durch eine Verordnung zur Sparsamkeit abzumildern. An der Grenze zum kurkölnischen Herzogtum Westfalen gründete er 1713 die Höhendörfer Mollseifen, Langewiese, Hoheleye und Neuastenberg. Daneben war er bemüht, den guten Ruf des Berleburger Gestüts zu erhalten.
Trotz seiner pietistischen Haltung war Casimir ein bedeutender Bauherr. Er ließ zur Abfindung seiner beiden jüngeren Brüder, Carl Wilhelm (* 4. April 1693, † 18. Januar 1749) und Ludwig Franz (* 13. Dezember 1694, † 24. Februar 1750), in Berleburg die Carlsburg und die Ludwigsburg bauen. Im Casimirtal und in Röspe ließ er Jagdhäuser errichten. Beide Brüder begründeten eigene Seitenlinien. Vor allem erweiterte er den Garten von Schloss Berleburg und die Residenz selbst in den 1730er Jahren prächtig. So entstand in seiner Zeit der Mittelbau. Insbesondere das Vermögen seiner zweiten Frau ermöglichte seine Bautätigkeit. Auch seine Vorlieben für die Jagd, Musik und zur Schau gestellte Pracht zeigen ihn als Barockfürst.
In den letzten sechzehn Jahren seines Lebens wurde er von körperlichen Leiden, insbesondere Gicht, betroffen.